# Tablica sricanja
Tablica sricanja (tablica za izgovaranje nejasnih riječi, tablica za sricanje, telefonska abeceda), pomoćno sredstvo u telekomunikacijskom prometu kojim se omogućava sricanje pojedinih slova abecede te tako olakšava izgovaranje nejasnih riječi. Rabi se i u radiotelefoniji.

## Unutarnji telefonski promet
Tablica za sricanje rabi se u svrhu telefonske predaje telegrama u unutarnjem telefonskom prometu.
| Slovo | Ključna (kodeksna) riječ |
| ----- | ------------------------ |
| A     | Aržano                   |
| B     | Bjelovar                 |
| C     | Crikvenica               |
| Č     | Čakovec                  |
| Ć     | Ćeralije                 |
| D     | Dubrovnik                |
| DŽ    | džep                     |
| Đ     | Đakovo                   |
| E     | Erdut                    |
| F     | Fažana                   |
| G     | Gospić                   |
| H     | Hvar                     |
| I     | Ilok                     |
| J     | Jelsa                    |
| K     | Karlovac                 |
| L     | Lipik                    |
| LJ    | Ljuta                    |
| M     | Makarska                 |
| N     | Nin                      |
| NJ    | Njivice                  |
| O     | Osijek                   |
| P     | Pula                     |
| R     | Rijeka                   |
| S     | Split                    |
| Š     | Šibenik                  |
| T     | Trogir                   |
| U     | Umag                     |
| V     | Vukovar                  |
| Z     | Zagreb                   |
| Ž     | Županja                  |
| Q     | kvadrat                  |
| X     | iks                      |
| Y     | ipsilon                  |
| W     | duplo ve                 |

## Međunarodni telefonski promet
Međunarodna tablica sricanja rabi se u međunarodnom telefonskom prometu ako se u razgovoru rabi strani jezik.

## Unutarnje poveznice
- fonetska tablica sricanja slova i brojeva